# Expectativas adaptativas

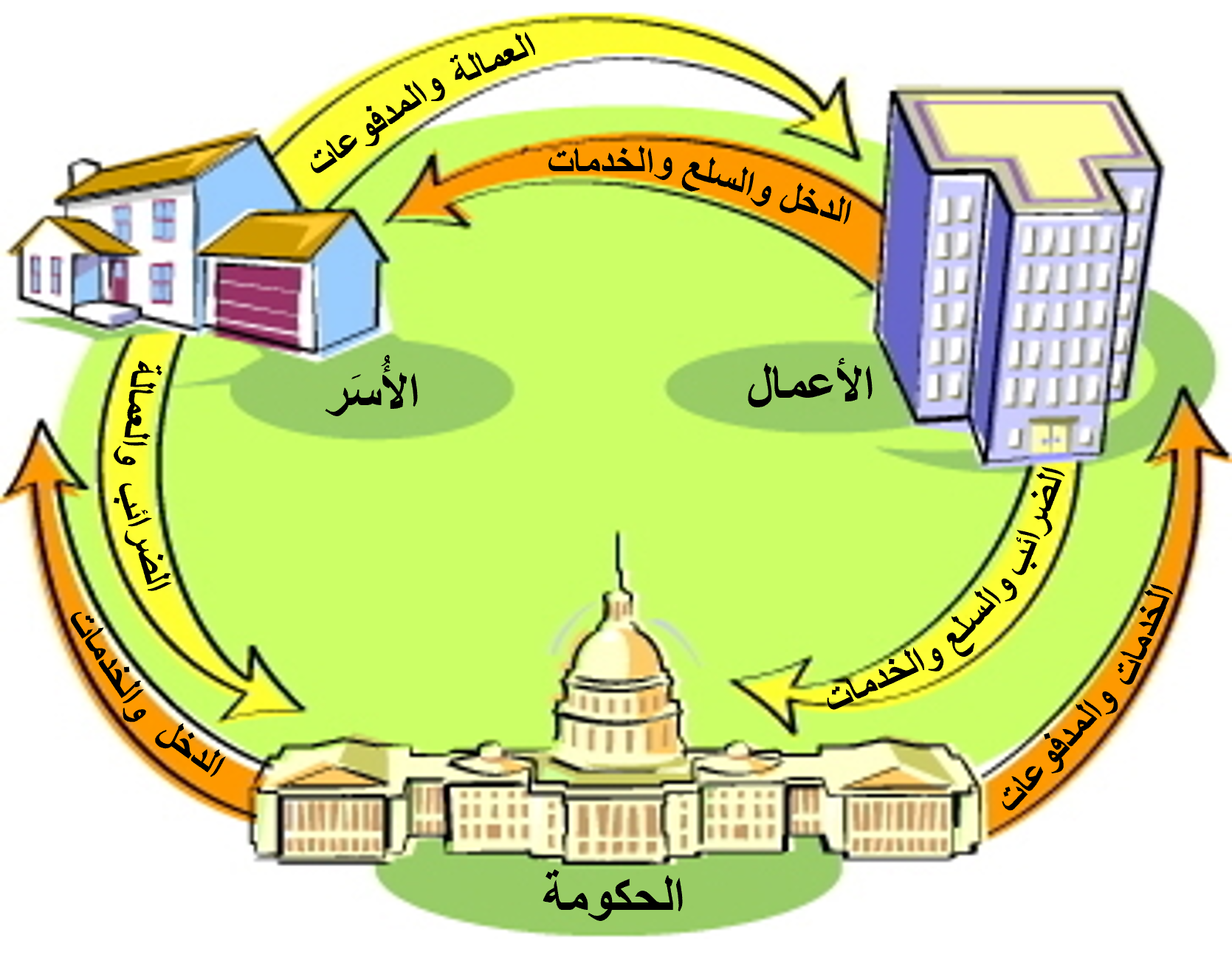
Esta imagen muestra el flujo económico.

Las expectativas adaptativas es un término utilizado en economía para explicar la formación de las expectativas por parte de los individuos y las empresas. Se dice que los individuos tienen expectativas adaptativas cuando basan sus expectativas de lo que sucederá en el futuro teniendo en cuenta lo que ha ocurrido en el pasado. Por ejemplo, si la inflación ha sido alta en el pasado, los ciudadanos podría esperar que sea alta en el futuro.

## Las expectativas adaptativas y la inflación
En la teoría de la inflación, la inflación generada por la demanda y la inflación generada por los costes son usualmente shocks de corto plazo. Sin embargo, una serie de tales shocks puede llevar a la gente a creer que la inflación es una característica permanente de la economía, en especial si estos son lo suficientemente grandes. En este caso las personas modificaran su comportamiento económico basado en sus expectativas de una inflación más alta en el futuro. Por ejemplo, se podría empezar a demandar mayores incrementos nominales de sus salarios. Esto incrementa los costes, lo que lleva a que las empresas incrementen sus precios, especialmente si ellas tienen expectativas de inflación similares. Esto genera una nueva ronda de incremento en los salarios.
Como resultado se genera una espiral de incrementos en los precios y salarios lo que genera aún más inflación en la economía. La combinación de esta espiral de precios/salarios y las expectativas inflacionarias que reflejan la experiencia del pasado reciente generan una inflación autosostenida.
La teoría de las expectativas adaptativas fue popular en los años ochenta, como una explicación a algunos aspectos de la crisis económica que sufrió el mundo occidental después de la crisis petrolera de la década de los setenta.

## Expresión matemática de la teoría
La teoría de las expectativas adaptativas se puede expresar en la siguiente ecuación, donde pe es la tasa de inflación del próximo año que se espera actualmente; pe-1 es la tasa de inflación de este año que era esperada el año pasado; p es la tasa de inflación actual, y λ es el coeficiente de ajuste parcial (menor o igual a uno y mayor o igual a cero) 
pe = pe-1 + λ*(p – pe-1)
Con λ entre 1 y 0, esto significa que las expectativas actuales de la inflación futura reflejan las expectativas pasadas y un término de "ajuste de error", en el cual las expectativas actuales son incrementadas ( o reducidas) de acuerdo a la brecha entre la inflación actual y las expectativas anteriores. Este término de error es también llamado "ajuste parcial." Más que reflejar los cambios en las expectativas de inflación, este refleja el lento cambio en la habilidad de las personas para reaccionar a cambios en sus expectativas. 
De forma alternativa, la teoría de las expectativas adaptativas implica que las expectativas actuales de inflación sean iguales a: 
pe = (1 – λ)*Σ (λj*p–j)
donde la sumatoria (Σ) es sobre todo j desde 0 hasta el infinito y p–j sea igual a la inflación actual j años en el pasado. Así, la inflación esperada actual refleja un promedio ponderado de toda la inflación pasada, donde las ponderaciones se hacen más pequeñas cada vez que nos movemos más hacia el pasado. 

## Otras teorías de las expectativas
Existen diversas teorías sobre la incidencia de las expectativas en la economía:
- Los denominados espíritus animales que fue una expresión utilizada por Keynes.
- Una teoría alternativa de como se forman las expectativas es la de la teoría de las expectativas racionales.

- Datos: Q1151466